# När Finbar försvann
När Finbar försvann (originaltitel The Disappearance of Finbar) är en svensk-irländsk-brittisk dramafilm från 1996 i regi av Sue Clayton. I rollerna ses bland andra Luke Griffin, Jonathan Rhys Meyers och Jake Williams.

## Handling
Filmen handlar om den unge Finbar Flynn, som bor i en tråkig förort till Dublin. En dag ges Finbar chansen att bli fotbollsproffs i Zürich, men återvänder hem efter bara en månad. Efter händelsen känner sig Finbar mer och mer deprimerad och en regnig decemberkväll klättrar han på motorvägsbron och försvinner spårlöst.
Tre år förflyter och Finbars familj trasas sönder alltmer. Hans vän Danny kämpar för att glömma händelsen och fortsätta med sitt liv. Han gör en poplåt som romantiserar Finbars tragiska saga, vilken blir en hitlåt i Europa. Plötsligt ringer Finbar Dannys telefonsvarare och anklagar honom för att ha exploaterat honom. Samtalet blir kort, men innan det bryts får Danny reda på att Finbar befinner sig i Stockholm. Danny börjar följa Finbars spår norrut och hamnar vid finska gränsen. Han kommer till krogen "Finn Bar", där han träffar Abbi och tillbringar natten tillsammans med henne. När Finbar uppenbarar sig står det klart att han och Danny är rivaler om Abbi. Morgonen efter är Finbar försvunnen på nytt.

## Mottagande
I Sverige mottogs filmen av blandad kritik. I Aftonbladet skrev recensenten Jens Petersson att filmen "försöker vara många saker, men lyckas inte med någon." Han fortsatte och kallade filmen "plottrigt berättad osammanhängande historia där det i utkanten finns trasiga och tragiska öden." I Dagens Nyheter skrev Helena Lindblad att filmen var i "i tunnaste laget", men berömde regissören för hennes Lapplandsskildring, som hon menade var "förföriskt gestaltat" samt även de unga medverkandes skådespelarinatser, som hon menade var "väl tillvarataget". Expressens Bernt Eklund gav ett blandat omdöme där han skrev att regissören "berättar levande om den irländska byn. Sedan villar hon bort sig i den snöiga nord." Han fortsatte och skrev "Så här exotiskt har vårt land och dess inbyggare knappast synts sedan Lena Olins mamma spelade huvudrollen i Lappblod. I Svenska Dagbladet gjorde Jeanette Gentele en negativ anmälan där hon skrev "Genom att historien har en "naturlig" förankring i minst två länder har filmen kunnat få bidrag från varenda inhemsk och europeisk filmfond som går att uppbringa, men det hjälper inte när regissören inte vet vad hon vill berätta."

## Rollista
- Luke Griffin – Danny Quinn
- Jonathan Rhys Meyers – Finbar Flynn
- Jake Williams	– Finbar som barn
- Robert Hickey	– Danny som barn
- Sean Lawlor – Michael Flynn
- Eleanor Methven – Pat Flynn
- Sten Ljunggren – bartender på Finn Bar
- Sif Ruud – Johanna
- Fanny Risberg – Abbi
- Tomas Laustiola – Jukka
- Lorraine Pilkington – Katie
- Sean McGinley	– kommissarie Roche
- Laura Brennan	– Sinead
- Marie Mullen – Ellen Quinn
- Don Foley – farfar Quinn
- Tina Kellegher – Mrs. Byrne
- Antti Reini – Asko
- Thomas Hedengran – Matti
- Lennart Johansson – Pauli
- Per Mattsson – Karl
- Lina Englund – flickan i baren
- Jenny Ludwig
- Jörgen Bergström – handelsman

## Om filmen
Filmen producerades av Bertil Ohlsson och Martin Bruce Clayton för First City Features, Samson Films Ltd. och Victoria Film AB. Den bygger på romanen The Disappearance of Rory Brophy av Carl Lombard (1992) och omarbetades till filmmanus av Dermot Bolger och Sue Clayton. Filmen fotades av Eduardo Serra och klipptes av J. Patrick Duffner. Musiken komponerades av Davy Spillane. Filmen premiärvisades i Sverige den 22 november 1996 och utgavs på video året efter.